# چبول

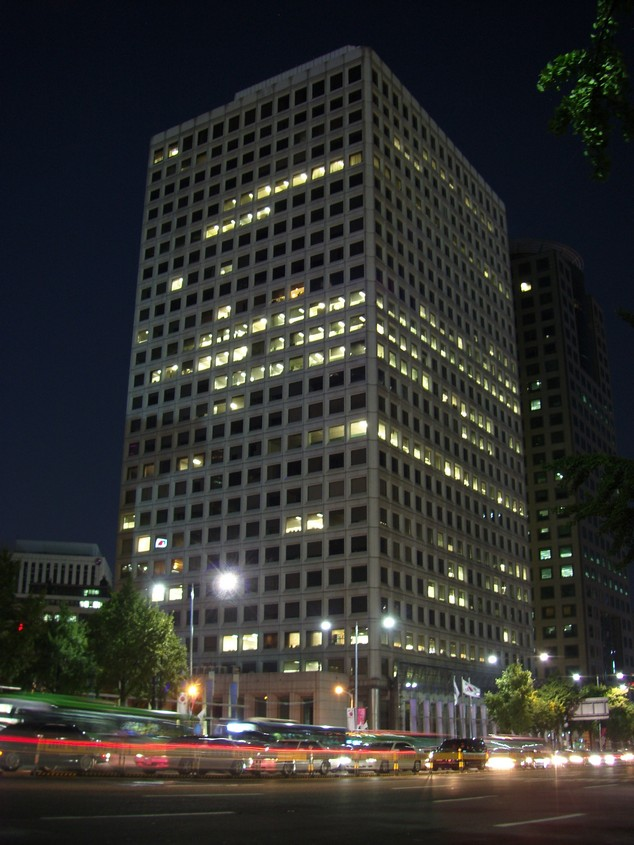
در ایران واژه هلدینگ بین المللی به کار گرفته میشود

چِبُول (کره‌ای: 재벌؛ ت.ت. 'خانوادهٔ ثروتمند'؛ تلفظ کره‌ای: [tɕɛ:bʌl]) به شرکت‌های خوشه‌ای کره‌ای اطلاق می‌گردد، که از نظر ساختار، یک کورپوریشن چندملیتی است، که مالک چندین شرکت تابعه بین‌المللی می‌باشد. کنترل این شرکت‌ها، از نظر عملیاتی در اختیار رییس هیئت مدیره شرکت مادر قرار دارد.
این اصطلاح از سال ۱۹۸۴ در کشور کره مورد استفاده قرار گرفت. امروزه چندین گروه از شرکت‌های خانوادگی در کره جنوبی، در این شاخه طبقه‌بندی می‌شوند. مشهورترین شرکت‌های چِبول عبارتند از: هیوندای، سامسونگ، ال‌جی، دوو، اس‌کی، دوسان، گروه کی‌تی، پوسکو، هواپیمایی کره و جی‌اس.